# Hadoblothrus
Hadoblothrus es un género de pseudoscorpiones de la familia Syarinidae. Se distribuyen por Grecia e Italia.

## Especies
Según Pseudoscorpions of the World 1.2:
- Hadoblothrus aegeus Beron, 1985
- Hadoblothrus gigas (Caporiacco, 1951)

## Publicación original
- Beier, 1952: Über die von L. di Caporiacco aus Apulien beschriebenen Höhlen-Pseudoscorpione. Memorie di Biogeografica Adriatica, vol. 2, pp. 103-108.